# پیزر افشان
پیزر افشان (نام علمی: Scirpus microcarpus) نام یک گونه از سرده تزک است.